# Arseni Nailewitsch Alawkin
Arseni Nailewitsch Alawkin (russisch Арсений Наилевич Алавкин; beim Weltschachbund FIDE Arseny Alavkin; * 17. Januar 1969 in Kazan) ist ein russischer Schachmeister.

## Leben
1999 wurde Alawkin Internationaler Meister, im April 2010 wurde er zum Großmeister (GM) ernannt. Die GM-Normen erfüllte er im Juni 2006 beim Muhamedzianow Memorial in Nabereschnyje Tschelny, im August 2006 bei einem GM-Turnier in Saratow und im Oktober 2009 beim Tschigorin-Memorial in Sankt Petersburg. In der russischen Mannschaftsmeisterschaft spielte er 2003 und 2004 für Lada Toljatti. Alawkins Elo-Zahl beträgt 2360 (Stand: Dezember 2015), seine beste Elo-Zahl von 2507 erreichte er im Juli 2005. Bei Turnieren des Vereines AztoVaz ist er Schiedsrichter.